# Parc national Bindarri
Bindarri est un parc national situé en Nouvelle-Galles du Sud en Australie à 431 km au nord-est de Sydney et à 20 km à l'ouest de Coffs Harbour.